# Щуда града
„Щуда града“, „Щута града“ или „Щутград“ е местност разположена на 1.74 km северно по права линия от центъра на село Ситово (Община Родопи). Предполага се, че в тази местност е била изградена тракийска крепост и скално-култов комплекс, свързани с военното дело и религиозните ритуали на древните траки. Не са правени научни опити да се датират културните пластове, но на базата на датирането на близки селища и култови обекти се допуска, че крепостта и светилището са изградени през Бронзовата епоха и просъществуват и през късната Античност и Средновековието. 

## Описание и особености
Крепостта Щуда града, както и предполагаемото светилище разположено на територията ѝ, не са били официално изследвани от българската археологическа наука. Предполага се, че до крепостта е водел стар римски път, а укреплението е било синхронично на намиращо се наблизо селище. Трудно може да се говори за точно датиране на възникването и изграждането на крепостта и светилището, вероятно крепостта е била активна през Бронзовата и Желязната епохи. В сферата на хипотезите е, че крепостта е изградена от тракийското племе беси, за които се знае, че са обитавали този район на Родопите в древността и Късноантичната епоха.
Т.нар. „Ситовски надпис“ се намира на 1 km разстояние от местността Щуда града. Много вероятно е надписът да е синхроничен на крепостта, светилището и селището. Надписът е изследван неколкократно след официалното му откриване през 1928 г., но никой от изследователите му не е могъл категорично и убедително да защити теориите си относно тълкуването на изсечените руни в скалите край с. Ситово.
За инициирането на археологическо теренно проучване и разкопки на обекта са необходими значителни средства, които трудно могат да бъдат осигурени, според директора на Археологическия музей в Пловдив Костадин Кисьов.
През 1893 г. българският етнограф и фолклорист Стою Шишков прави описание на с. Ситово, в което споменава, че непосредствено след селото на 30 минути разстояние се намира „стръмнината Щута града“, за която има разни предания от старо време, за много големи каменни пещери и издълбани в скалите „образи на человеци и на други животни, изписани даже в целия им образ, като например змия изписана, человек и други такива“.
Изъ околностьта на Ситово има много паметници-развалини, за които могатъ да се разказватъ много интересни легенди. За мъстността „Поклането“ се разправя, че тамъ съ ходили на поклонение хората на попъ Мартина. Въ Ситово еж дали отпоръ на турците много войводи, но най-забележителниятъ отъ техъ е билъ попъ Мартинъ, който се опълчилъ на властелините отъ своята крепость Щутъ-градъ (римска крепость) и останалите такива. 

## Произход на името
Според жителите на с. Ситово „Щуда града“ означава „непревземаема крепост“, но на този етап липсва научно тълкувание на наименованието.
Съществува и информация, че българо-мохамеданите, които са населявали махала Брезовица на с. Лилково, което е в близост до с. Ситово, са наричали мястото „Татурест камък“ (или „Тат-урвест камък“).

## Религиозенсинкретизъм
Несъмнено непосредствената близост на Кръстова гора и Белинташ през Античността и Средновековието може да се разглежда като своеобразен сакрален център, доразвит от настъпващата православна християнска религия и култура. Синкретизмът между заварените култове и новата вяра облекчава ранния период на приспособяването към християнската религия, а малките параклиси, изградени от жителите на с. Ситово, са свидетелство за духовна приемственост и религиозен синкретизъм.
В близост до Щудаграда до църквата „Света Богородица“ над с. Ситово е изградено аязмо през 1890 година. По разказ на Атанас Ив. Митров, записан от Стою Шишков 1893 година, за църквата има различни предания, а възрастните хора от Ситово пазят спомен, че преди падането на България под османска власт на това място е съществувал манастир, който е разорен и опожарен от настъпващите турци. Митров разказва за една възрастна жена от селото (Спасовата баба), която на сън вижда заровени железни кръстове, под които щяла да бликне лековита вода. Впоследствие тя настоявала на мястото да се провери дали има заровени железни кръстове, но минало известно време преди да ѝ повярват хората от селото и да проверят за наличието на реликвите. Тъй като жената настоявала, ситовци решили да проверят на посоченото от нея място и наистина открили кръстовете, а под тях бликнала вода, така било изградено аязмото.
Жителите на с. Ситово са изградили в местността Щуда града два малки параклиса – един посветен на Свети Никола и един на Свети Спас, които посещават на големите християнски празници, за да запалят свещ.

## Опазване и консервация
Многократно различни български печатни медии са сигнализирали, че местността Щуда града е обект на иманярски набези. Близостта на скалните светилища Белинташ и Караджов камък, както и легендите за съществуването на римска монетарница в крепостта, привличат недобросъвестни златотърсачи, които унищожават културните пластове. Жителите на с. Ситово споменават, че са виждали лица с металотърсачи в района, както и за набези на територията на Щуда града и Ситовския надпис.
През юни 2013 година в дните около православния църковен празник „Летен Никулден“ (9 май – стар стил; 22 май – нов стил) сдружение „Опазваме българските светилища“ осъществява поклонническо посещение на Щутград. Доброволците от сдружението изграждат стълба улесняваща достъпа до параклиса посветен на Св. Никола (на територията на крепостта). В подножието на връх Свети Никола, край импровизираното огнище е изградена и маса от скални късове и камъни.
През август 2014 година в официалната страница на с. Ситово е публикуван сигнал за иманярски набег на територията на Щуда града, след който е открита повредена Голямата каменна плоча с т.нар. звездна карта върху нея.

## Щуда града в популярната култура
През 1964 г. в „Списание Космос“ е публикуван разказът на Димитър Пеев „Неразчетеният надпис“, където Щуда града се споменава като „урочасаният баир“, който местните избягват.
Според местна легенда, предавана от уста на уста от жителите на с. Ситово, в Щуда града е била разположена монетарница, която активно е действала през Късноантичната епоха. Това прави обекта привлекателен за търсачи на съкровища. Според сведения на местните преди години иманяри са разрушили изображения на квачка с пиленца и змия издълбани в скалите, които са сочели към Ситовския надпис.
Аязмото до църквата „Света Богородица“ е известно с лечебната сила на водата, която извира на мястото. Приживе известната българска пророчица Ванга често е изпращала хора с дерматологични и офталмологични заболявания да лекуват здравословните си проблеми с „живата вода“.
Последните няколко години, Щуда града се превръща в популярно място за посещение сред почитателите на мистериите и езотеричните учения, които посещават местността, за да се „зареждат“ на скалите. Мястото се ползва с репутация на „врата към Космоса“. В модерните градски легенди скалите се разглеждат като „високо енергийно място“ със специфично въздействие, където тракийските жреци са влизали в контакт с висши същества и всеобщия Вселенски разум, от които получавали езотерично познание. Не липсват и съвети, които дават напътствия за синхронизиране на собствената енергия, преди посетителят да пристъпи на територията на т.нар. „светилище“, за да бъде избегнат енергиен дисбаланс. Според публикациите, посветени на енергийната сила на Щуда града, двата хълма, на които е разположена местността, са „Слънчев“ и „Лунен хълм“, а енергиите им са „меки и приятни“.